# Shasta (tribu)

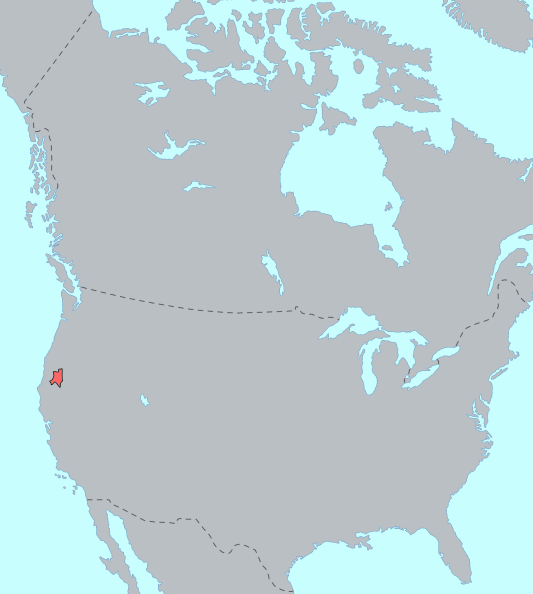
Distribución de los shasta.

Los shasta son una tribu india de lengua independiente (pero que se engloba como hoka-sioux), cuyo nombre proviene de Sǔsti'ka, nombre de una tribu de la zona en 1840, que se divide en cuatro grupos: 
1. Konomihu (†).
2. New River Shasta (Tlohomtahhoi) (†).
3. Okwanuchu (†).
4. Shasta (también Shastika) (†).

Los shasta, además, se dividían en los grupos ahotireitsu, haldokekewuk o cecelville, irvaitsu, kahosadi y kammatwa o wiruhikwairuk’a.

## Localización
Vivían entre los ríos Scot y Shasta y el alto Klamath (California). Actualmente viven en las reservas Siletz, Grande Ronde y Smith. 

## Demografía
Hacia 1770 los shasta eran unos 2.000 individuos, pero en 1910 sólo sumaban 1.500 con atsugewi y achonawi. En 1960 había 418 en California, en dos comunidades de 130 personas cada una, pero en 1980 sólo 120 hablaban su lengua. Según el censo de 2000, había 436 puros, 110 mezclados con otras tribus, 344 con otras razas y 61 con otras razas y otras tribus. En total, 951 individuos.

## Costumbres
Su cultura es similar a la de los yurok y karok, pero eran más pobres económicamente. Vivían en poblados en la montaña, situados entre desfiladeros y cañones escarpados, donde el cultivo es pobre.
Eran recolectores, y pescaban salmones. También eran llamados Pit River por la costumbre de cazar poniendo trampas de agujeros cerca de las orillas del río. También comerciaban con otras tribus conchas y plumas coloradas de pájaro carpintero californiano.
Hacían las casas con corteza, parecidas a las de las tribus de las cercanías, pero solo tenían la casa de sudor en los poblados más grandes, y por esta razón muchos de ellos se construían casas de sudor de uso propio. Los poblados estaban muy alejados los unos de los otros, y tenían pocas ceremonias sistematizadas. 
Creían únicamente en un guardián de los espíritus y en el poder de los chamanes y sanadores, intermediarios entre el hombre y la divinidad. Su mitología no era tan rica como la de los maidu o wintun. Su artesanía cestera y alfarera estaba muy poco desarrollada.

## Historia
A partir de la fiebre del oro de 1850, fueron diezmados por los buscadores de oro de las montañas californianas, por el alcohol, las enfermedades venéreas y por la aculturación. Muchos fueron envenenados por los blancos en Fort Jones en 1851.
A finales del siglo XIX los supervivientes fueron internados en la reserva Klamath, en 1871 se unieron a la ghostdance y en 1921 sufrieron una epidemia de viruela; pero en 1967 les aplicaron la política de Termination.

## Enlaces
- Tribus, grupos, familias lingüísticas y dialectos de California en 1770 (a partir de Kroeber)

- Datos: Q491693